# Annagassan
Annagassan är en ort i republiken Irland. Den ligger i grevskapet Lú och provinsen Leinster, i den nordöstra delen av landet, vid floden Dees mynning i havet. Antalet invånare är 180.
Terrängen runt Annagassan är platt.